# La Chapelle-aux-Filtzméens
Chapelle-aux-Filtzméens (bret. Chapel-Hilveven) – miejscowość i gmina we Francji, w regionie Bretania, w departamencie Ille-et-Vilaine.
Według danych na rok 1990 gminę zamieszkiwały 314 osoby, a gęstość zaludnienia wynosiła 49 osób/km² (wśród 1269 gmin Bretanii Chapelle-aux-Filtzméens plasuje się na 935. miejscu pod względem liczby ludności, natomiast pod względem powierzchni na miejscu 969.).